# 藤森望
藤森 望（ふじもり のぞみ、1993年4月24日 - ）は、京都府出身の女性タレント。放映新社所属の女優。グラビアアイドルとしては、週刊SPA!グラビアン魂などに登場した。このほか複数のDVD作品をリリースしている。
2015年3月15日、公式ブログ「SWEETS アゲハ 藤森望」において、所属事務所を辞める旨の発表を行う。　

## 来歴
- 14歳でグラビアデビュー。イメージビデオ4作目から胸が大きくなり、バストＧカップのグラビアアイドルとして多数のDVD作品を発売。『ノゾミのノゾミ』[5]、『Baby White』[6][7]などが各種ネットメディアで取り上げられた。
- 特技は空手[8]で、ハンドスプリングもできる運動神経を持ち[9]、主演を務めた『JKスレイヤー 夜叉編』では吹き替えなしの殺陣を披露している。

## 作品

### イメージビデオ
1. 青春美少女![8]（2008年1月31日、ビーエムドットスリー）
2. ひだまり（2008年4月28日、スパークビジョン）
3. N〜nozomi（2009年11月20日、グラッソ）ASIN B002OFAD9M
4. ノゾミのノゾミ（2012年4月27日、イーネット・フロンティア）
5. ミルキー・グラマー（2013年5月24日、竹書房）ASIN B00BXVHNMI
6. Baby White（2013年10月20日、ラインコミュニケーションズ）
7. Squall（2014年2月21日、イーネット・フロンティア）
8. キミノノゾミ（2014年5月30日、エスデジタル）

## 出演

### テレビドラマ
- 青春!アイドル学園 (2007年、エンタ959）[10]
- ウェルかめ（2009年9月28日 - 2010年3月27日、NHK）
- おみやさん第8シリーズ（2011年4月28日 - 6月23日、テレビ朝日）

### オリジナルビデオ
- ミレニアム・バンブー 少女陰陽師 妖刀暗鬼伝(2012年1月4日、クラウン徳間ミュージック販売、監督：杉下淳生) - 松竹竿里 役
- JKスレイヤー 夜叉編(2013年07月26日、ZENピクチャーズ、監督：松浦幹三) - みこと 役（主演）

### 映画
- 月夜のチョメチョメ(2013年、監督：西田啓太) - 美月 役　ショートムービー作品[11]。

### CM
- 遊びは!!アクトCM『いっパイあるけど』篇（2012年、平和商事)